# Escola Marillac
L'Escola Marillac és un centre educatiu fundat el 1906 per mossèn Ramon Balcells Masó amb instal·lacions educatives al carrer Provença i al carrer Sicília (barri de la Sagrada Família) que aleshores eren el Patronat Social Escolar d'Obreres del Poblet. Actualment, pertany a la Fundació Escola Vicenciana i té l'estatut d'escola concertada.

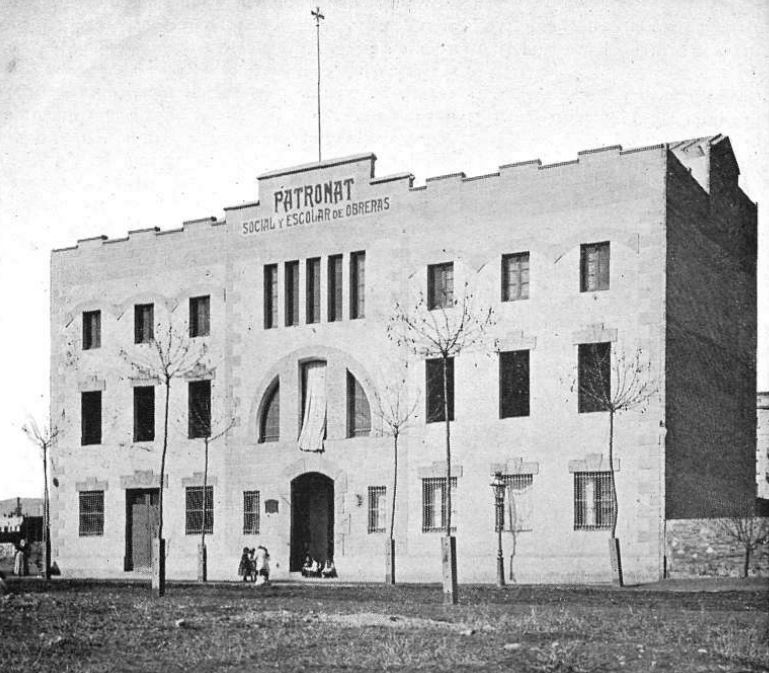
El Patronat Social Escolar d'Obreres el 1911. Entrada del carrer Provença